# Charlotte Corday (Baudry)
Pour les articles homonymes, voir Charlotte Corday (homonymie).
Charlotte Corday est un tableau réalisé par le peintre français Paul Baudry en 1860. Cette huile sur toile est une peinture d'histoire qui représente Charlotte Corday en grandeur nature debout dans un coin de la pièce où elle vient d'assassiner Jean-Paul Marat à l'arme blanche, pendant la Révolution française. La victime y est figurée morte dans sa baignoire, à côté de laquelle une chaise est renversée, témoignage de la violence de l'acte qui semble déjà hanter sa perpétratrice, laquelle se tient le regard vide entre une fenêtre et une carte de France. Exposée au Salon de 1861, l'œuvre est acquise et conservée depuis au musée d'Arts de Nantes, à Nantes.

## Postérité
L'œuvre est partiellement utilisée par le groupe Have a Nice Life pour la pochette de leur album Voids sorti en 2009